# Meridiano 15 oeste
El meridiano 15 oeste de Greenwich es una línea de longitud que se extiende desde el Polo Norte atravesando el Océano Ártico, Groenlandia, Islandia, el Océano Atlántico, África, el Océano Antártico y la Antártida hasta llegar al Polo Sur.
Este meridiano forma una gran círculo junto con el meridiano 165 este.
Comenzando en el Polo Norte y dirigiéndose hacia el Polo Sur, este meridiano atraviesa:
| Coordenadas                      | País, territorio o mar | Notas                                          |
| -------------------------------- | ---------------------- | ---------------------------------------------- |
| 90°0′N 15°0′O / 90.000, -15.000  | Océano Ártico          | Mar de Groenlandia                             |
| 81°55′N 15°0′O / 81.917, -15.000 | Groenlandia            |                                                |
| 80°44′N 15°0′O / 80.733, -15.000 | Océano Atlántico       | Mar de Groenlandia                             |
| 66°21′N 15°0′O / 66.350, -15.000 | Islandia               |                                                |
| 64°14′N 15°0′O / 64.233, -15.000 | Océano Atlántico       |                                                |
| 24°35′N 15°0′O / 24.583, -15.000 | Sáhara Occidental      | Reclamado por Marruecos                        |
| 21°20′N 15°0′O / 21.333, -15.000 | Mauritania             |                                                |
| 16°41′N 15°0′O / 16.683, -15.000 | Senegal                |                                                |
| 13°48′N 15°0′O / 13.800, -15.000 | Gambia                 |                                                |
| 13°29′N 15°0′O / 13.483, -15.000 | Senegal                |                                                |
| 12°41′N 15°0′O / 12.683, -15.000 | Guinea-Bisáu           |                                                |
| 10°57′N 15°0′O / 10.950, -15.000 | Guinea                 | Isla Katchek                                   |
| 10°46′N 15°0′O / 10.767, -15.000 | Océano Atlántico       |                                                |
| 60°0′S 15°0′O / -60.000, -15.000 | Océano Antártico       |                                                |
| 72°4′S 15°0′O / -72.067, -15.000 | Antártida              | Tierra de la Reina Maud, reclamada por Noruega |